# Varuna

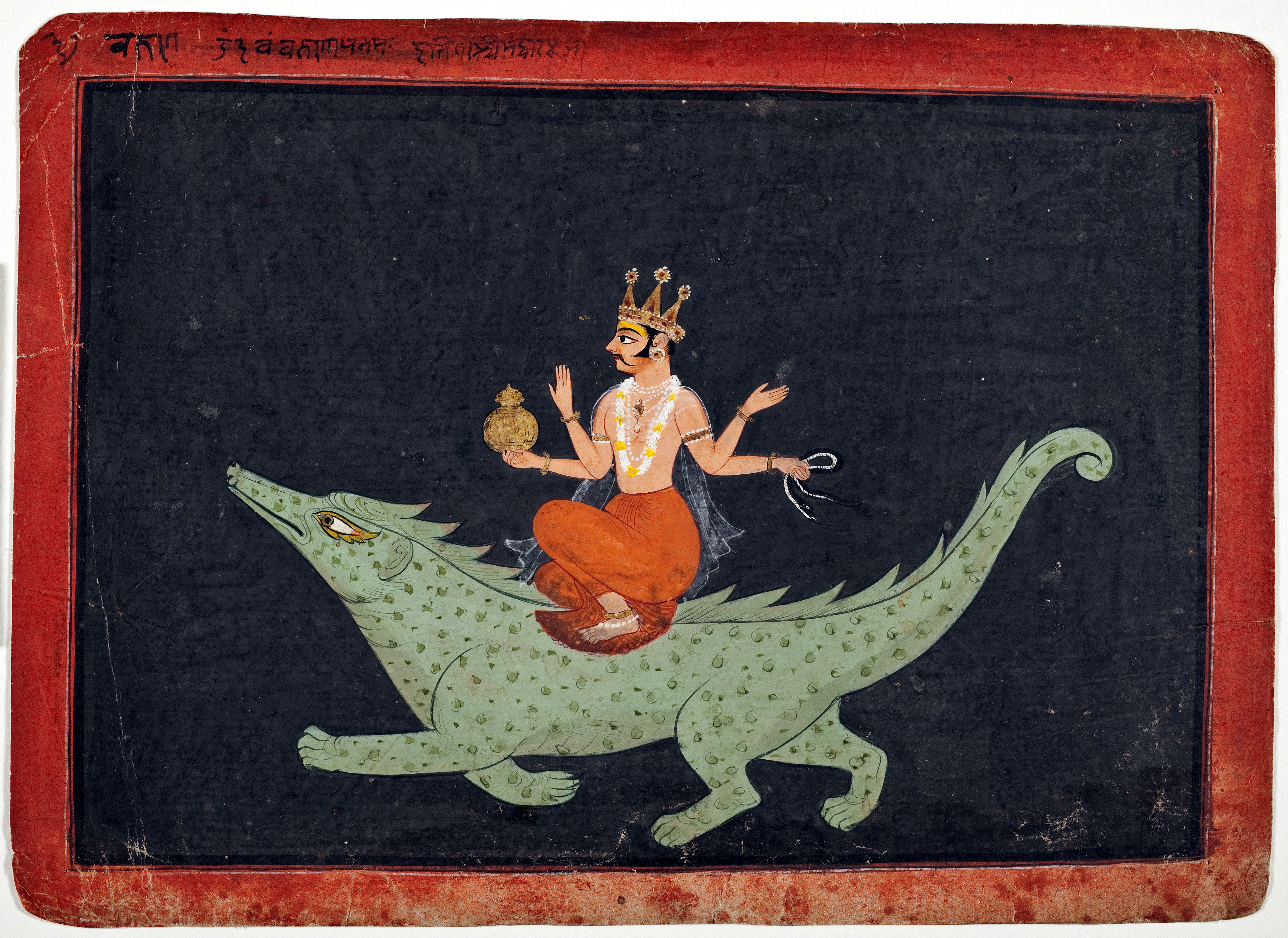
Vyobrazení Varuny jedoucího na makaře, 17. století, Rádžasthán

Varuna (dévanágarí: वरुण; varuṇa) je védský bůh, strážce kosmického mravního zákona rta. Později jeho význam upadal a v hinduismu se stal nedůležitým božstvem vládnoucím vodám. Objevuje se též v buddhismu a džinismu. 
Varunova povaha a původ jsou předmětem rozsáhlých diskusí. Někteří badatelé ho považují za primárně nebeské božstvo, jiní, například Heinrich Lüders, za božstvo vod, a další za božstvo podsvětí, příkladem je Johann Jakob Meyer. Indolog Franciscus Kuiper ho naopak vyložil jako postavu sjednocujícího nebeskou, vodní i podsvětní povahu, jako asurovské božstvo vládnoucí prvotním podsvětním vodám, v kterých se rodí slunce, a zároveň pána nočního nebe. Z hlediska trojfunkční hypotézy je božstvem reprezentující temný pól první funkce, která zahrnuje právo, obřadnost a magii, přičemž světlý pól reprezentuje Mitra. Jeho nejbližším protějškem je íránský Ahura Mazda, z hlediska trojfunkční hypotézy je srovnáván s římským Jupiterem, galským Esem, severským Ódinem a slovanským Velesem. 
Varuna, pod jménem Aruna, se objevuje v mírové smlouvě království Mitanni přibližně z roku 1380 př. n. l., po boku dalších bohů védské Indie.:s.55

## Etymologie
Podle Jaana Puhvela je jméno Varuna odvozeno od kořene -vr „uzavřít, znemožnit pohyb, omezit“. Považuje ho původně za přídomek jména Asura „pán“, tedy „pán omezení“.:s.66
Martin L. West vykládá Varuna z var(-u) „pokrýt, ochránit“ a sufixu *nos, který vyjadřuje „kontrolující něco, pán nečeho“ a vykládá jej tedy jako „pána ochrany“.:s.137
Varunovo jméno je také spojováno s kořenem *wel „vidět, zřít“, který by měl odkazovat k věštění a prorokování. Kromě něj je takto některými badateli vykládán slovanský Veles, baltský Velnias, galský Vellaunos a severský Ull. Martin L. West však upozorňuje že Varuna není s věštěním nikam spojován a že kořen *wel je neznámý v indoíránských jazycích.:s.146
Často uváděná příbuznost s řeckým Úranos je mylná.:s.66

## Védský Varuna
V Rgvédu je nejčastěji zmiňován ve dvandovém páru Mitra-Varuna, jež nese stejné charakteristiky jako samotný Varuna. Podle Jaana Puhvela zosobňuje přísahu, zatímco často společně zmiňovaný Mitra smlouvu. Kromě toho je věnováno osm hymnu i páru Indra-Varuna. Stejně jako Mitra náleží mezi Áditje, nebeská božstva pocházejí z bohyně Aditi. V Rgvédu také bývá titulován jako asura „pán, vládce“, což je slovo které později začalo z nejasných důvodů označovat démonické protivníky bohů – dévů.:s.65–66

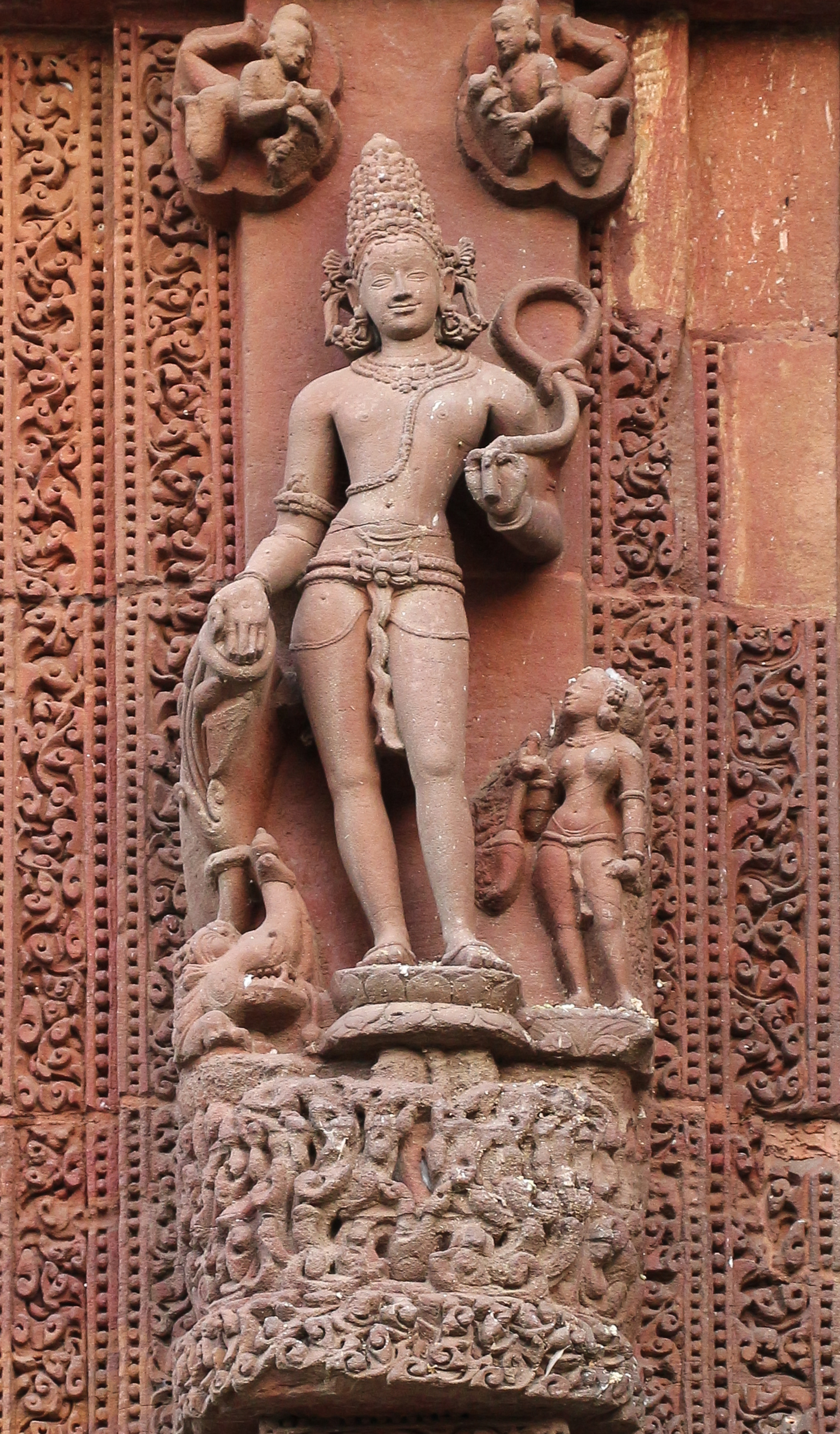
Varuna, hinduistický chrám Rádžárání z 11. století

Varuna je označovaný jako vždy bdící, nemrkající, neoklamatelný, vševidoucí a Slunce je jeho okem.:s.128, 146 Nese i rysy nebeského a nejvyššího božstva, z jeho vůle se klene obloha a nebeská tělesa obíhají na jím určených drahách. Vládne magickou silou májá a řídí běh světa.:s.75 Rta Varuna zajišťuje s pomocí zvědů spašah a představuje spíše nevyzpytatelné a tajemné božstvo vzbuzující strach, na rozdíl od přátelského a blízkého Mitry. Narušitele řádu, typicky lháře a hlavně křivopřísežníky, trestá střevní onemocněním, v Atharvavédu identifikovaném jako vodnatelnost. Tento motiv se objevuje například v příběhu o králi Hariščandrovi. Víra že tato nemoc je léčitelná jen mocí kněžské modlitby je podle Jaan Puhvela důkazem toho nakolik je Varuna plodem bráhmanského světonázoru.:s.65
Varuna je též bohem vod, což může souviset s indickým zvykem přísahat na vodu, známým také z Řecka. Souvislost lze najít i s výše zmíněnou vodnatelností. Jako jeho manželky či matky je označováno skupina bohyň zvaná Ápah „Vody“.:s.66

## Hinduistický Varuna
V hinduismu Varuna nedosahuje svého původního významu, figuruje pouze jako bůh vod, v této funkci je také nazýván Apámpati „pán vod“, a ochránce západního směru. Jeho znakem je ryba, jezdí na mytickém vodním tvoru zvaném makara a jeho zbraní je smyčka nágapáša. Jedním z mála hinduistických mýtů kde Varuna vystupuje je příběh v Padmapuráně, v kterém zabraňuje králi démonů Rávanovi odnést Šivův posvátný lingam na svůj ostrov Lanka.:s.215

## Varuna jako asura
Indolog Franciscus Kuiper od 70. let 20. století Varunu vykládal v souvislosti se svým chápáním asurů, kteří jsou v post-rgvédském náboženství démonizováni a chápáni jako nepřátelé dévů-bohů. Tyto bytosti byli podle jeho názoru prvotními božstvy, jejichž vláda skončila když hromovládný Indra z jeskyně Vala osvobodil „první Úsvit“ a z chaosu uspořádal vesmír. Varuna následně přešel na stranu dévů a zařadil se tak mezi bohy. Prvotní vody na kterých, na kterých plula země před svým upevněním, zůstaly jeho panstvím a byl tak znám jako „Pán Vod“. Přesto si však zachoval stopy svého sepětí s prapůvodním chaosem, nerozlišeností a podsvětním světem u kořenů světového stromu. Na podporu svého názoru uvádí například pasáž z Mahábháraty v kterých je Varuna, úctyhodný déva, ve svém podzemním paláci obklopen asury, ačkoliv ti jsou označovány za jeho vězně. Spekuloval také o jeho spojení s novoročními oslavami, kdy se měl svět symbolicky vracet do stavu prvotního chaosu, a Varuna měl tak stát dočasně opět stát na straně asurů proti Indrovi.
Varunu dále Kuiper spojuje se západem, na kterém slunce zapadá do vod, a potažmo s nocí. Během té se obrací řád věcí a podsvětí se prohazuje s nebesy - noční obloha je tak viditelnou formou Varunových podsvětních vod. Také připomíná, že podle Atharvavédu se Varunou stává v noci Agni „Oheň“, podle Kaušítaki bráhmany se jím stává slunce, když se „ponoří do vod“ a že rši Vasištha spatřil v jeho příbytku „slunce ve skále“. Skrze střídání dne a noci tak toto podsvětní božstvo získávalo i nebeské charakteristiky. Varunova podsvětní říše je také totožná s „trůnem“ či „lůnem“ kosmického řádu rta, a jeho „vznosný příbytek“, „dům o tisíci dveří“ či „kamenný dům“ můžou být spojeny s kamennými domy, z kterých se noří Ušas „Úsvita“ a rodí Agni než jako slunce vystoupá na oblohu. Kamennou budovu ukrývající slunce lze srovnat s jeskyní Vala. Dále je Varunova říše spojována se smrtí a oslepující temnotou. Podle některých podání, někdy společně s Mitrou, Varuna drží, zjevně z podsvětí, nebesa na svém místě, což je funkce, kterou později převzal had Ananta.
Kuiper také, už v roce 1961, odmítl Dumézilovu interpretaci Varuny jako podezřelého božstva spojeného s klamem a lstí. Domníval se že Dumézil nekriticky vycházel z díla indologa Abela Bergaigneho, který charakterizoval Varuna jako temného a Mitru jako světlého, a v důsledku toho obě božstva srovnal s římskými krály Romulem a Numou. V rámci Kuiperova chápání védského náboženství jsou ale obě božstva plně solidární, společně stojící v symbolické opozici vůči Indrovi, Agnimu a Sómovi, a polárním opozity se stávají když je pozornost zaměřena pouze na ně, bez ohledů na zbytek systému.